# 関東学院大学
関東学院大学（かんとうがくいんだいがく、英語: Kanto Gakuin University、またはMabie Memorial School）は、神奈川県横浜市金沢区六浦東1-50-1に本部を置く日本の私立大学。1884年創立、1949年大学設置。大学の略称はKGU（商標登録番号5330921) 、関東大（かんとうだい）、関東学大（かんとうがくだい）、関学院大（かんがくいんだい）、関東（かんとう）。

## 概観

### 大学全体
関東学院大学はキリスト教主義学校で、プロテスタントのミッション系大学である。神奈川県に所在し、横浜市金沢区の六浦と釜利谷町、及び同市中区の関内の3箇所にキャンパスを設置している。

### 建学の精神
関東学院大学の校訓は「Be a man and serve the world（人になれ 奉仕せよ）」である。中学関東学院初代院長坂田祐が提唱し、キリスト教に基づく建学の精神に由来する。これは坂田が第一回入学式で述べた言葉で、その後、「その土台はイエス・キリスト也」と書き添えた。第一回卒業式では「立派な人格を備えた人になれ。吾人の徳は、奉仕によって磨かれるのである」と説明している。

### 学風および特色
関東学院には第二次世界大戦前から戦中の弾圧と、戦後の学生運動による混乱があった。

#### 戦前

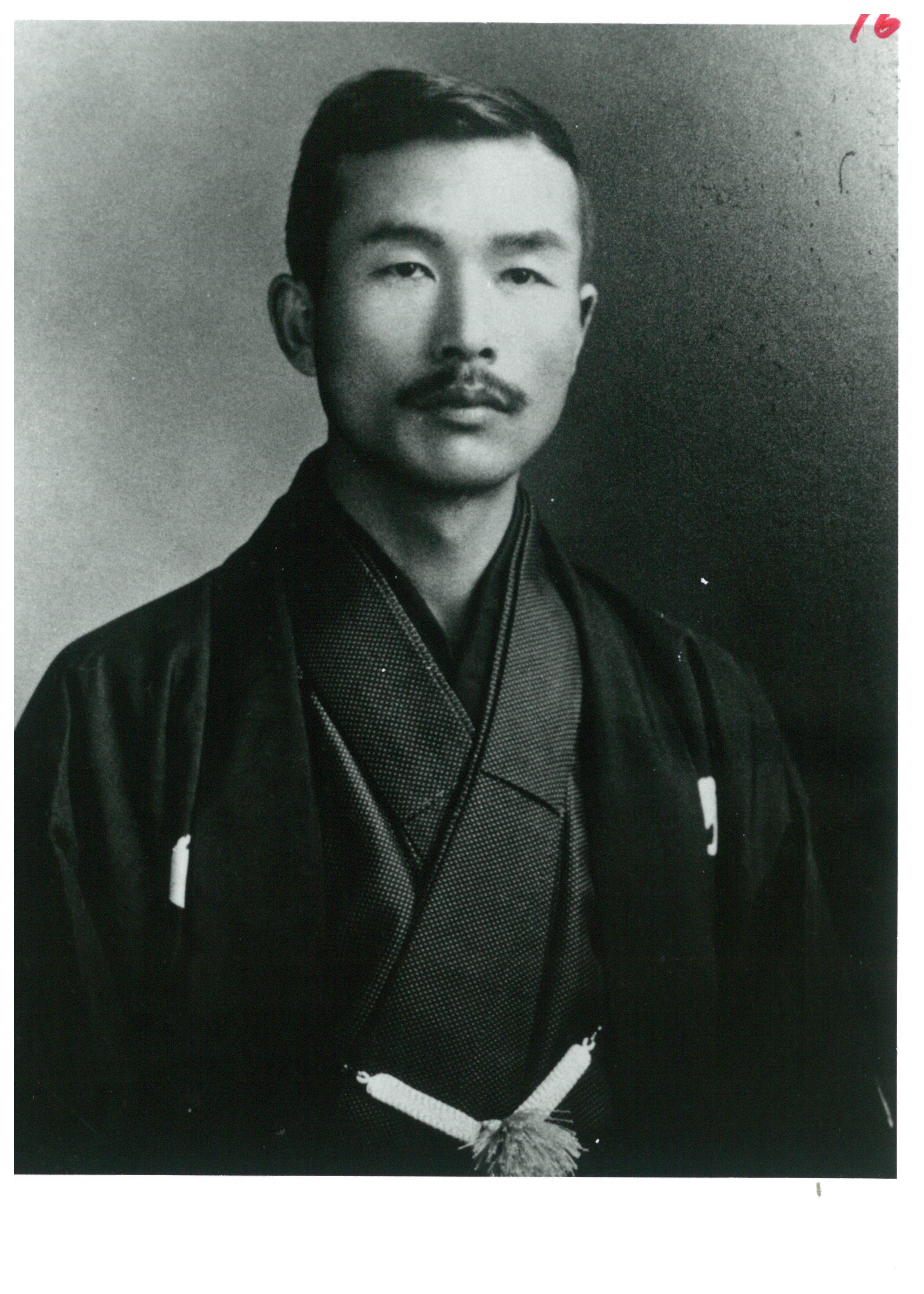
坂田祐

関東学院は東京学院と横浜バプテスト神学校を源流として1927年（昭和2年）に誕生した。戦前の旧制関東学院に入学した者は本気でキリスト教を学びに来た者がほとんどであり、神学部は当然、牧師や神学研究者になるための学部であった。1933年（昭和8年）に学生たちによる「国際親善は夕」を開催した時、多数の在留外国人（特にアメリカ人宣教師。なおジェームズ・ハワード・コベルは殉教した）、社会事業部生、神学部生が検挙された。新聞には大きく「関東学院神学部全滅」と大きく見出しが載った。「国際親善は夕」とはキリスト教平和運動であるが、特別高等警察（特高警察）はこれを徹底的に弾圧した。神学部生に至っては安倍祐四郎という1人を除いて全て検挙されたという。坂田祐はそれでも入学式・卒業式や学徒出陣の時に「インマヌエル」（「神偕にいます」の意）と述べたという。このように関東学院発足時には既に昭和の時代に入っていたが、戦争終結までは信仰心を持ちながら弾圧に負けぬ持ち主の集団であった。なお、「インマヌエル」は戦前・戦時中に関東学院に在学した学生の合言葉にもなった。1943年（昭和18年）10月12日に閣議決定された『教育ニ関スル戦時非常措置方策』を受けて関東学院、青山学院は明治学院に統廃合されたうえに、新たに関東学院航空工業専門学校設立となった。1944年（昭和19年）にはビクターが関東学院内に疎開した。関東学院生は日本ビクター社員と共に防空通信機材を作る事となった。空襲が関東学院を襲い、終戦を迎えた。

#### 終戦直後～オイルショック期
終戦を迎えキリスト教への弾圧もなくなり1946年には三春台からGHQから払い下げで得た旧海軍の土地である六浦（金沢八景）へキャンパスを移動し平和なキャンパスの日々が来たのもつかの間、関東学院は大学当局と在学生による闘争に明け暮れた。既に旧制専門学校時代である1948年（昭和23年）から学園紛争が過激化した。礼拝は毎日1限目と2限目の間の休憩時間に行われたが、1968年（昭和43年）に学園紛争で消えることとなる。このような軋轢の中で関東学院は1959年（昭和34年）に神学部を再建した。赤軍派の旗揚げ校にもなった関東学院大は1968年（昭和43年）に青雲寮が3棟焼失したことをきっかけに、主に過激派学生が大学解体を訴えた。それでも厳しい校則は健在で、たとえば寺内タケシなどはタバコを1本吸っただけで停学となっている。1969年（昭和44年）には「闘うキリスト者学生同盟」によって神学館がバリケード封鎖された。授業どころではなくなり、関東学院大の心臓部である神学部は1973年（昭和48年）に消失した。最後は「かんらん寮」が、学生運動によって除籍されたはずの若者の巣窟になっていることから、1976年（昭和51年）に「かんらん寮」を取り壊す旨を伝えたが、過激派はさらに抵抗した。このため収束はさらに1年後となった。このように戦後の関東学院の校風はオイルショック期まで学生運動派と、政治に無関心な学生との「分断」が特徴となった。
また関東学院実習工場は2部（夜学）生のために作られたものであり（2部ができるまでは1部の勤労学生のものであった）、昼間働くことによって実質無料で大学を出ることができるシステムであったが、過激派学生は「大学が金儲けするとはけしからん」と言って実習工場を攻撃した。このため関東学院実習工場は横須賀市久里浜に移転した。こうして2部生と1部生との対立まで生み出し、学園内はさらに分断された。学生運動によって失ったものは神学部だけでなく、生活協同組合（生協）も失った。これにより校風から一時自治が失われた。また、学園紛争をきっかけに大学側についていた体育会を優遇していくこととなり、これは関東学院大が体育強豪校となるきっかけにもなった。最終的には関東学院側が1970年代後半において神奈川県警察機動隊を利用して学園紛争は終結した。1977年山田宗睦氏が関東学院大学教授に着任し同年に中山千夏らと革新自由連合を結成するという動きもあった。つまり暴力ではなく言論で世を変えようとしたが1983年に革新自由連合は空中分解した。

#### 安定成長期・バブル期
大学進学率の上昇に伴い国公立・私立を含めて大学数が増えるなか、1980年代に入って、中堅大学としての位置付けとなった。各大学が規模の拡大などから郊外型キャンパスを設置するのと同様に、関東学院大もスポーツ施設を備えた新たなキャンパスを1986年に釜利谷に文学部を移転した。当時はバブル景気期であり、学生は個人主義で大量消費社会を謳歌する時代であり、学生運動などの社会問題に興味を示す者などほぼ皆無に等しい。その後、第二次ベビーブーマーが大学受験世代となった1980年代後半から1990年代前半において、多くの大学が学部増設や新設大学が増加。関東学院大も規模拡大するにあたり、小田原市の誘致で市が造成費用と土地費用を無償提供する公私協力方式によって、1991年に法学部が小田原に誕生した。

## 沿革

### 略歴
関東学院は、1884年（明治17年）にアメリカ合衆国北部バプテスト同盟の宣教師であったアルバート・アーノルド・ベネットにより横浜山手に設立された横浜バプテスト神学校、1895年（明治28年）に築地居留地に設立された東京中学院、1919年（大正8年）に横浜三春台に開校した私立中学関東学院を3つの源流としている。1927年（昭和2年）に統合され関東学院中学部および高等学部となり、高等学部は旧制専門学校を経て、戦後の学制改革により関東学院大学となった。
旧制学制から新制学制への校名変遷
- 高等教育部門： 東京学院神学部・高等科（高等学部）→関東学院高等部社会事業科・商科→関東学院神学部・高等学部商科（高等商業部）→関東学院工業専門学校→関東学院工業専門学校・経済専門学校→（新制）関東学院大学経済学部・工学部
- 中等教育部門： 東京中学院→東京学院中等科→私立中学関東学院→関東学院中等部→（新制）関東学院中学校・高等学校

### 年表
- 1884年 - A.A.ベネットが、横浜山手に横浜バプテスト神学校を設立。
- 1895年 - 東京中学院（後の東京学院中等科）設立。
- 1905年 - 専門学校令により東京学院高等科（後の高等学部）を設置。
- 1910年 - 横浜バプテスト神学校と福岡バプテスト神学校の統合により、初代日本バプテスト神学校設立。
- 1919年 - 東京学院中等科を廃止し、私立中学関東学院が設立。中等科跡地に日本バプテスト神学校が移転し、東京学院神学部となる。
- 1927年 - 財団法人関東学院が組織され、東京学院神学部と高等学部を、関東学院高等学部社会事業科と商科に改組。私立中学関東学院は関東学院中学部となる。
- 1929年 - 関東学院高等学部社会事業科を社会事業部、商科を高等商業部に改称。
- 1936年 - 特高警察による弾圧の影響で神学部募集停止（翌年廃止）。在籍者は青山学院神学部に転じた[13]。
- 1938年 - 特高警察による弾圧の影響で社会事業学部募集停止。残りは高等商業部のみに。
- 1944年 - 高等商業部は明治学院専門学校に統合される。関東学院航空工業専門学校開校。
- 1945年 - 関東学院航空工業専門学校を関東学院工業専門学校に改称。
- 1946年 - 関東学院経済専門学校創立。関東学院実習工場設立。三春台から六浦校地へ移動
- 1947年 - 関東学院中学部を関東学院中学校・高等学校に改組。
- 1949年 - 学制改革により関東学院経済専門学校と関東学院工業専門学校を母体として関東学院大学となる。
- 1950年 - 青山学院大学から工学部を譲渡される。
- 1952年 - 関東学院経済専門学校廃校。これにより旧制教育終了。
- 1957年 - 工学部2部設立。２部生の関東学院実習工場受け入れを開始。
- 1959年 - 神学部再設立[14]
- 1962年 - 経済学部2部設立。2部生の関東学院実習工場受け入れを開始。
- 1963年 - 学園紛争の激化等により関東学院実習工場が久里浜に移転。
- 1968年 - 文学部を設置。これにより関東学院大学は総合大学となる。
- 1969年 - 赤軍派が関東学院金沢八景キャンパスで旗揚げした。
- 1973年 - 大学紛争の影響で神学部を廃止、牧師養成機能は関東学院大学宣教研修所へ移管。
- 1986年 - 金沢文庫キャンパス開設。文学部は金沢文庫キャンパスに移転。
- 1991年 - 法学部設置。小田原キャンパス開設。
- 1997年 - 関東学院大学宣教研修所を３代目日本バプテスト神学校に継承し戸塚へ移転。
- 1999年 - 経済学部2部の募集停止（2008年廃止）。
- 2000年 - 工学部2部の募集停止（2008年廃止）。
- 2002年 - 女子短期大学を改組、人間環境学部設置。教育課程にセメスター制を導入。
- 2007年 - 関東学院大学ラグビー部大麻不祥事事件が発生。
- 2009年 - 工学部でコース制を導入。
- 2013年 - 理工学部、建築・環境学部、看護学部の3学部を設置。それに伴い、工学部募集停止。
- 2015年 - 大学文学部を国際文化学部に、文学部現代社会学科を社会学部に、人間環境学部人間発達学科と健康栄養学科を教育学部と栄養学部に改組。
- 2016年 - 人間環境学部を人間共生学部に改組。
- 2017年 - 法学部を小田原キャンパスから八景キャンパスへ移転[15]、経営学部を新設[16]、法学部地域創生学科を新設。
- 2018年 - 横浜関内キャンパス開設計画を発表[17]。[18]
- 2023年 - 関内キャンパス開設。小田原キャンパスを学校法人小田原教育メディアに所有権移転（校地の無償贈与、校舎の売却）[19]

## 基礎データ

### 所在地
- 金沢文庫キャンパス（神奈川県横浜市金沢区釜利谷）
- 金沢八景キャンパス（神奈川県横浜市金沢区六浦）
- 関内キャンパス（神奈川県横浜市中区万代町）

### 象徴
校章はオリーブの三葉をモチーフとしている。オリーブの三つ葉は、旧約聖書では「平和と繁栄」の象徴とされている（『創世記』8章11節）。そこで関東学院大学ではこの校章に関して「一つに結ばれた三つの葉は三位一体なる神をしめすとともに、教育理想である三育、すなわち知育、徳育、体育を表している。」と謳っている。

## 教育および研究

### 組織

#### 学部
- 経済学部
  - 経済学科
- 経営学部
  - 経営学科
- 法学部
  - 法学科
    - 司法コース
    - 行政・政策コース
    - パブリックセキュリティーコース
    - 法とビジネスコース
      - 2年次よりコースに分かれる。

  - 地域創生学科
    - 地域デザインコース
    - 地域安全コース
      - 2年次よりコースに分かれる。
- 人間共生学部（人間環境学部を改組）
  - コミュニケーション学科
  - 共生デザイン学科
    - 3年次の春学期には「コミュニケーション・プロジェクト」「デザイン・プロジェクト」といったプロジェクト科目が開講され、学科を超えて履修が可能。
- 理工学部（工学部を改組）
  - 理工学科
    - 生命科学コース
    - 数理・物理コース
    - 応用化学コース
    - 総合機械コース
    - 自動車コース
    - ロボティクスコース
    - 電気・電子コース
    - 健康・スポーツ計測コース
    - 情報ネット・メディアコース
    - 映像クリエーションコース
    - 土木・都市防災コース
- 建築・環境学部
  - 建築・環境学科
    - 建築デザインコース
    - 建築エンジニアリングコース
    - 環境共生デザインコース
    - 建築・都市再生デザインコース
    - すまいデザインコース

建築・環境学部のコースは理工学部のそれと異なり、受験の際にコースを選択することはない。従前の計画系を3分割し、構造系・生産系を統合、設備系を存続させる形でのコースである。
- 看護学部
  - 看護学科
- 社会学部
  - 現代社会学科
- 国際文化学部（文学部を改組）
  - 英語文化学科
  - 比較文化学科
- 教育学部
  - こども発達学科
- 栄養学部
  - 管理栄養学科

#### 研究科
- 文学研究科（博士前期課程・博士後期課程）
  - 英語英米文学専攻
  - 社会学専攻
  - 比較日本文化専攻
- 経済学研究科（博士前期課程・博士後期課程）
  - 経済学専攻
  - 経営学専攻
- 法学研究科（博士前期課程・博士後期課程）
  - 法学専攻
- 工学研究科（博士前期課程・博士後期課程）
  - 機械工学専攻
  - 電気工学専攻
  - 建築学専攻
  - 土木工学専攻
  - 工業化学専攻
- 看護学研究科（修士課程）
  - 看護学専攻

#### 短期大学(廃止)
かつては、同一法人下に関東学院女子短期大学が存在したが、2002年度（平成15年3月）には学生募集を停止し、2001年度（平成13年4月）入学の在学生の卒業と共に廃止された。旧・女子短期大学の定員及びキャンパスは、新たに設置された人間環境学部に継承された。

#### 附属機関
- 図書館
- 研究所
  - キリスト教と文化研究所
  - 人文科学研究所
  - 経済経営研究所
  - 法学研究所
  - 工学総合研究所
  - 大沢記念建築設備工学研究所
  - ハイテクリサーチセンター
  - 人間環境研究所
  - 材料・表面工学研究所
- センター
  - 情報科学センター
  - 国際センター
  - 関内メディアセンター
  - 生涯教育センター
  - 学生支援室
  - カウンセリングセンター
  - 宗教教育センター
  - キャリアセンター
- 守谷ノ間（神奈川県横須賀市で空き家を転用した地域交流拠点）[20]

- 海外付属機関
  - オックスフォード研究センター（オックスフォード大学構内）
- 関東学院大学出版会

### 研究

#### 研究業績
- この大学の表面工学上の業績として、1962年にプラスチックメッキを開発（発明）したことが挙げられる。その後、トヨタ自動車と共同で関東化成工業を設立した[21]。
- 人間環境学部健康栄養学科（2015年から栄養学部）の学生が2013年、卒業研究で介護用に溶けないアイスクリームを発明した[22]。
- 耐震補強工事SPAC工法発明（発明者：槇谷榮次関東学院大学名誉教授）
- ベッドサイド水洗トイレをTOTOと共同で発明
- 「カタパルト式ピッチングマシン KS-P型」及び「カタパルト式ピッチングマシン　AR型」を発明。発明者は関東学院大学斉藤八雄講師（当時）。2021年に機械遺産（第109号）認定。1分間に12球の直球や変化球を投球でき投手15人分の働きをすることが可能。この発明品により全国にバッティングセンターが広まった。野球殿堂博物館で展示されている[23]。
- その他、建築設備学科や関東学院大学大沢記念建築設備工学研究所と関連した、建築設備技術を中心とした業績が多数存在する。

特許
| 順位 | 令和2年度         | 令和元年度         | 平成30年度         | 平成29年度         | 平成28年度        |
| ---- | ----------------- | ------------------ | ------------------ | ------------------ | ----------------- |
| 1位  | 東京大学4033件    | 東京大学3777件     | 東京大学3725件     | 東京大学3523件     | 東京大学2880件    |
| 2位  | 京都大学1992件    | 京都大学1919件     | 京都大学1695件     | 京都大学1356件     | 京都大学1135件    |
| 3位  | 大阪大学1278件    | 関東学院大学1104件 | 関東学院大学1084件 | 関東学院大学1127件 | 関東学院大学886件 |
| 4位  | 北海道大学1179件  | 大阪大学1035件     | 大阪大学852件      | 大阪大学806件      | 大阪大学782件     |
| 5位  | 九州大学955件     | 北海道大学1023件   | 北海道大学754件    | 東京工業大学721件  | 東京工業大学641件 |
| 6位  | 関東学院大学893件 | 東京工業大学750件  | 東京工業大学649件  | 北海道大学642件    | 北海道大学587件   |
| 7位  | 東京工業大学874件 | 名古屋大学750件    | 名古屋大学615件    | 東北大学566件      | 名古屋大学404件   |
| 8位  | 名古屋大学685件   | 九州大学530件      | 東北大学573件      | 名古屋大学535件    | 東北大学379件     |
| 9位  | 慶應義塾大学464件 | 信州大学389件      | 九州大学446件      | 九州大学524件      | 筑波大学309件     |
| 10位 | 広島大学425件     | 慶応義塾大学374件  | 信州大学346件      | 信州大学350件      | 信州大学300件     |

知的財産権収入
| 順位 | 令和2年度           | 令和元年度              | 平成30年度          | 平成29年度              |
| ---- | ------------------- | ----------------------- | ------------------- | ----------------------- |
| 1位  | 京都大学 8.11億     | 東京大学 9.04億         | 東京大学 12.67億    | 東京大学 9.32億         |
| 2位  | 大阪大学 6.12億     | 京都大学 7.20億         | 京都大学 7.17億     | 京都大学 7.03億         |
| 3位  | 九州大学 6.05億     | 大阪大学 6.55億         | 大阪大学 6.70億     | 東京工業大学 2.90億     |
| 4位  | 東京大学 4.10億     | 東北大学 2.37億         | 名古屋大学 3.53億   | 大阪大学 2.31億         |
| 5位  | 東北大学 3.89億     | 名古屋大学 1.44億       | 東京工業大学 2.35億 | 東北大学 1.72億         |
| 6位  | 北海道大学 1.407億  | 北海道大学 1.38億       | 九州大学 2.25億     | 九州大学 1.26億         |
| 7位  | 徳島大学 1.401億    | 東京医科歯科大学 1.37億 | 信州大学 1.49億     | 名古屋大学 1.17億       |
| 8位  | 札幌医科大学 1.25億 | 関東学院大学 1.19億     | 東北大学 1.44億     | 関東学院大学 1.07億     |
| 9位  | 名古屋大学 1.23億   | 三重大学 1.12億         | 関東学院大学 1.26億 | 日本大学 1.00億         |
| 10位 | 関東学院大学 1.08億 | 東京工業大学 0.92億     | 横浜市立大学 1.21億 | 東京医科歯科大学 0.98億 |

#### 科学研究費補助金
令和元年度（2019年度）の科学研究費補助金の採択件数は59件、配分額は8437万円(間接経費を含む)である。

#### 私立大学学術研究高度化推進事業
- 社会連携研究推進事業
  - グローバリゼーションの進展と地域産業基盤の活性化に関する研究
- 学術フロンティア推進事業
  - 都市・建築のストック再生を目的とした環境共生技術の戦略的開発研究
- 防災・減災・復興学研究所及び事業（文部科学省の平成29年度私立大学研究ブランディング採択事業）
  - 「防災・減災・復興学」の構築と提唱を目指すのと同時に栄養学・看護学・工学はもちろんのこと人文・社会の領域まで含む研究と成果を目標とする。特許取得も目指す。

## 学生生活
本節では、学生主体による学園祭や、各クラブ活動について記述する。各団体の活動拠点は、金沢八景（六浦）キャンパスのクラブハウス棟である。

### 学園祭
金沢八景キャンパスで、以下の2つが開催される。
- 「平潟祭」（例年11月上旬）
- 「創造祭」（文化部のみ、例年6月上旬に実施）

### 文化部連合局
主な文化部として下記のクラブがあり、創造祭でも中心的となっている。
| - ストリートダンス部 BEP-HOP - 鉄道研究会 - 写真部 - ワンダーフォーゲル部 - フォークソング部 - ウエスタン部 - 軽音楽部 - ハワイアン部 | - でんでんむ詩部 - JAZZ研究部 - アルティメット軽音部 - 放送研究部 - 一次創作部 コミ缶 - 漫画創作部 Color's - 映画研究部 - 演劇部 | - 競技ダンス部 - 美術部 - 模型部 - 茶道部 - 心理研究部 - 福祉研究部 - 国際交流部 - 天文部 すばる | - 郷土研究部 - 落語漫才研究部 - CHTV - 吹奏楽部 - 管弦楽団部 - 混声合唱団部 - ギターアンサンブル部 |

### 体育部連合局
主な運動部として、下記の4部を強化部としている。
- ラグビー部
  - 全国大学ラグビーフットボール選手権大会で2006年度（平成18年）まで10大会連続で決勝戦に進出、うち優勝6回の実績を持つ。
- 硬式野球部
  - 神奈川大学野球連盟に所属。同大学リーグ優勝回数は神奈川大学と並びリーグ最多の56回（2023年秋季リーグ戦終了時点）。春の全日本大学野球選手権大会には27回出場、ベスト4が4回、1993年（平成5年）には準優勝。秋の明治神宮野球大会には10回出場、ベスト4が2回。OBには準優勝時の投手河原隆一、白坂勝史などがいる。
- 陸上部
  - 箱根駅伝に6回出場している。
- アメリカンフットボール部
  - 愛称は「ハリケーンズ」である。1998年度（平成10年）より関東学生アメリカンフットボール連盟の1部リーグに所属。

強化部以外の運動部
- サッカー部
  - 関東大学サッカーリーグ2部に所属。2006年（平成18年）に横浜F・マリノスと業務提携[26]。
- バスケットボール部
  - 2010年（平成22年）の全日本大学バスケットボール選手権大会でベスト4に入った。
- ヨット部
  - 北京オリンピックヨット競技日本代表に1名の卒業生が選出されている。
- ウインドサーフィン部
  - 全国屈指の強豪[要出典]で、北京オリンピックセーリング競技日本代表に2名の卒業生が選出されている。2008年から2012年において、全日本学生ボードセーリング選手権大学対抗戦では4連覇を達成している。

## 大学関係者と組織

### 大学関係者組織
- 関東学院大学の同窓会組織として燦葉会がある。

### 大学関係者一覧
- 関東学院大学の人物一覧

## 施設

### キャンパス
キャンパスは、横浜市金沢区に金沢八景と金沢文庫、小田原市に小田原キャンパスと、関内キャンパスと、神奈川県内に学部別の4キャンパスを有する。また、2004年（平成16年）には関内の横浜メディアセンター内に「KGUメディアセンター」を設置し、主に法科大学院の講義や一般公開講座などで使用している。2023年より関内キャンパスを新設。

#### 金沢八景キャンパス

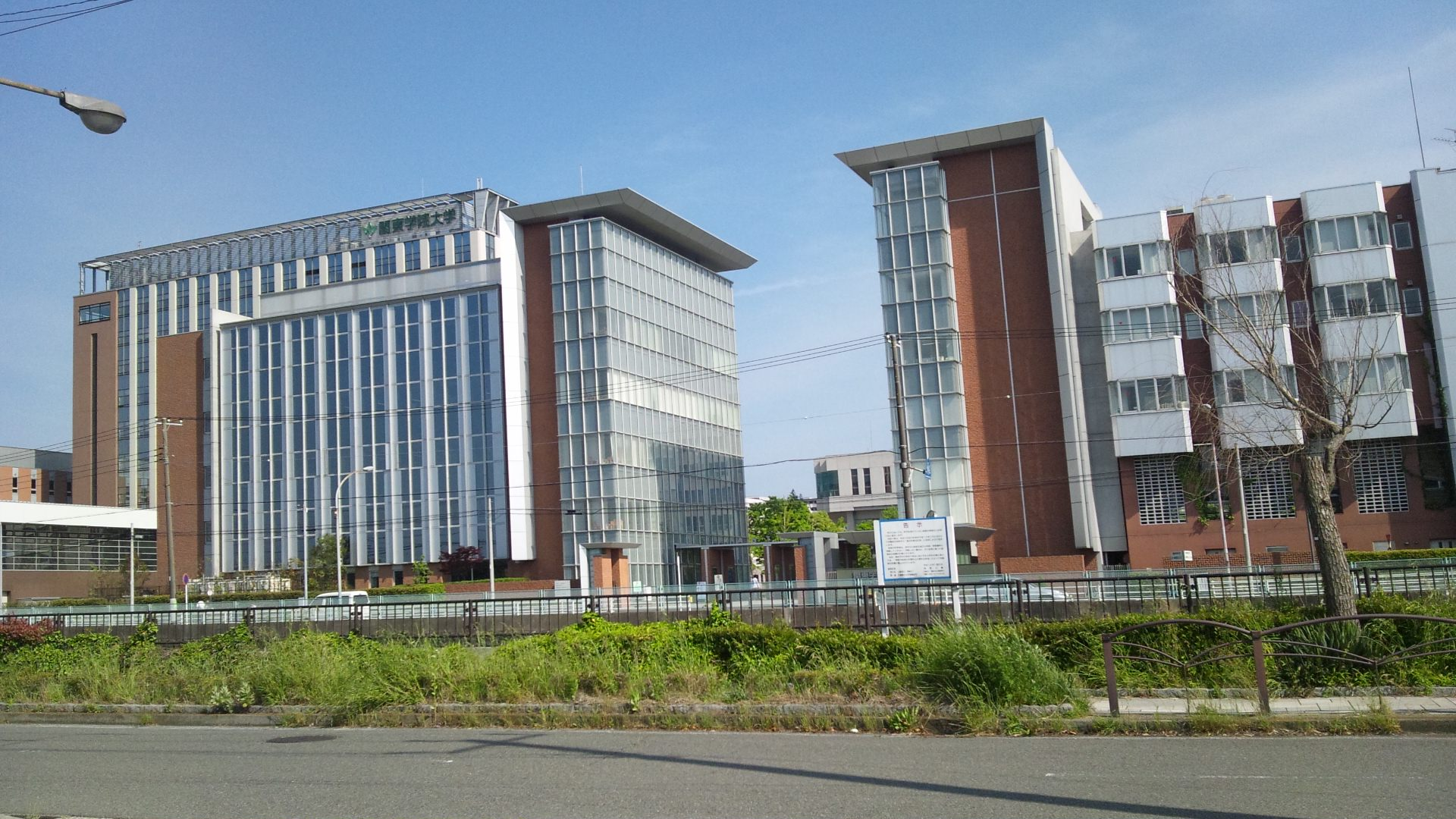
金沢八景キャンパス(2012年5月17日)

- 使用学部：経済学部、人間共生学部（共生デザイン学科）、理工学部、建築・環境学部、看護学部、教育学部、栄養学部、文学部、社会学部、国際文化学部
- 使用研究科：経済学研究科、工学研究科、看護学研究科、法学研究科
- 交通アクセス：金沢八景駅、追浜駅より徒歩約15分、関東学院循環バスで約5分。

金沢八景キャンパスは大学設置時から存在し、経済学部、理工学部、建築・環境学部、法学部、経営学部、建築・環境学部が使用する「六浦校地」（通称「六浦キャンパス」）と、旧女子短期大学のキャンパスで人間共生学部、看護学部、栄養学部、教育学部が使用する「室の木校地」（通称「室の木キャンパス」、「室の木エリア」）の総称である。大学本部やフォーサイト21、オリーブテクノセンターおよびベンネットホール（SCC）はここにある。2017年より小田原から法学部が移転した。グラウンドは2016年3月より人工芝の製造・販売を行うアストロが命名権を得て「関東学院アストロフィールド」と称される。
所在地は神奈川県横浜市金沢区六浦東一丁目50番1号。

#### 関内キャンパス

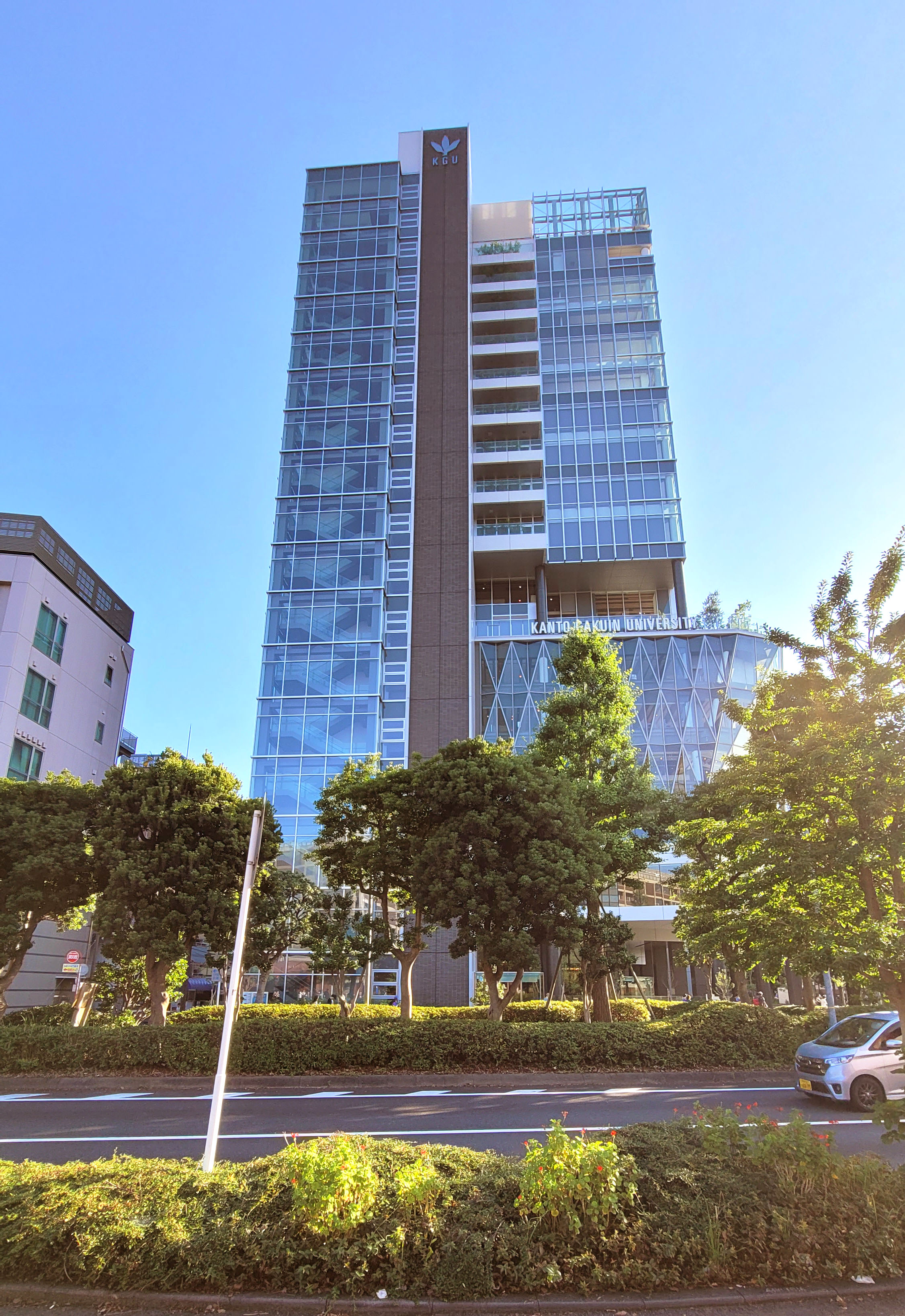
関内キャンパス

- 使用学部 法学部、経営学部、人間共生学部（コミュニケーション学科）
- 交通アクセス：根岸線関内駅より徒歩3分

関内キャンパスは2023年から使用開始された関東学院大学のキャンパスで最も新しいキャンパス。
桜木町、みなとみらい、中華街といった横浜の観光地とのアクセスが良い。

#### 金沢文庫キャンパス
- 使用学部：なし
- 使用研究科：文学研究科

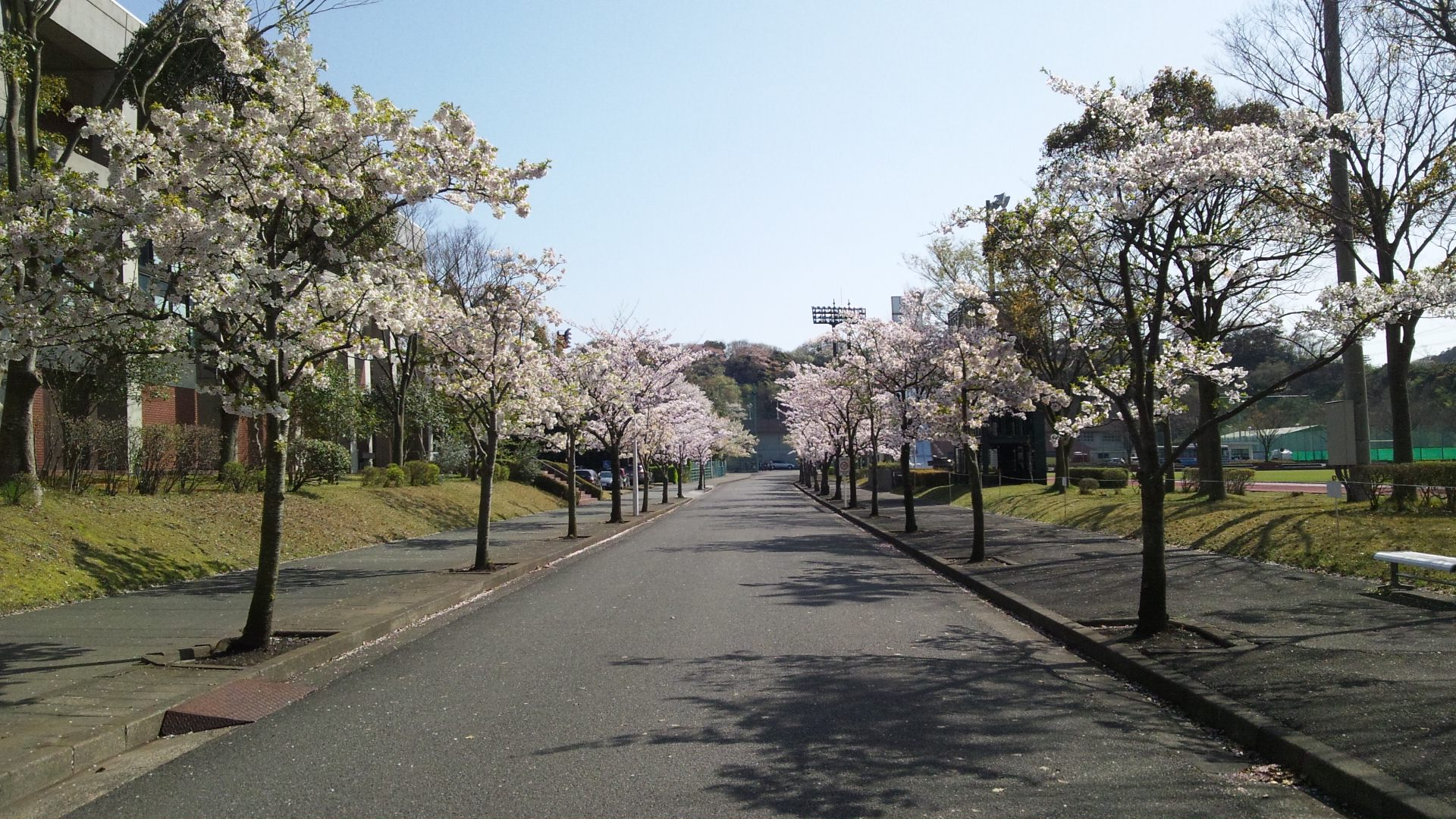
金沢文庫キャンパス(2012年4月12日)

- 交通アクセス：金沢文庫駅よりスクールバスで約10分、関東学院大学金沢文庫キャンパス行バスで約10分、野村住宅センター行バスで約15分。また、朝比奈ICがすぐ近くにある。

金沢文庫キャンパスは1986年（昭和61年）に設置された文学部、（社会学部、国際文化学部）のキャンパスである。設置当初は工学部・経済学部の一般教養科目にも使用されていた。キャンパス内にはラグビー部が練習や公式戦に使用する釜利谷グラウンド（2016年9月より物流企業のギオンが命名権を得て「関東学院大学 金沢文庫キャンパス GION ATHLETE  PARK」の名称となる）も併設され、「釜利谷校地」通称「釜利谷キャンパス」とも呼ばれる。周辺は1980年代に開発された閑静な住宅街である。
2023年度、使用学部が全て金沢八景キャンパス、関内キャンパスに移転となったため現在使用している学部は無い。現在は部活の練習場等として使われている。
所在地は神奈川県横浜市金沢区釜利谷南三丁目22番1号。

旧キャンパス

#### 小田原キャンパス
- 交通アクセス：小田原駅より徒歩18分

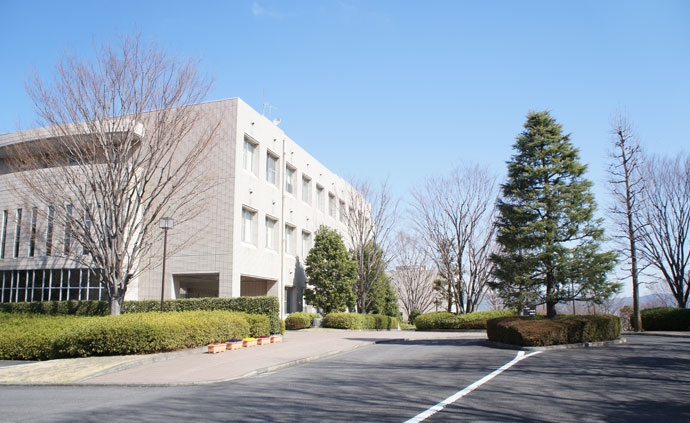
小田原キャンパス

小田原キャンパスは1991年（平成3年）4月に設置されたキャンパスである。2017年（平成29年）3月まで法学部が使用していた。2017年4月より材料・表面工学研究所、表面工学専修の大学院生が使用していた。相模湾と丹沢を一望できる丘陵地に立地をし、キャンパスの周辺は木々も多いため四季折々の自然を感じることができ、観光名所である伊豆半島や箱根などの温泉郷にも近い。2018年に機能性食品研究所開設。2023年1月15日に関内キャンパス完成の為学校法人小田原教育メディアへ売却。
所在地は神奈川県小田原市荻窪1162番地の2。

### サテライトキャンパス
以下のサテライトキャンパスがある。
- KGUメディアセンター
  - 使用研究科：なし
  - 交通アクセス：関内駅、日本大通り駅、馬車道駅より徒歩5分。
  - 公開講座などでも使われている。

### 学生寮
- インターナショナルレジデンス
  - 横浜市金沢区六浦1丁目14番地12

- スチューデントハウス33番地
  - 横須賀市追浜本町2丁目33番地20

- - どちらも金沢八景キャンパスから徒歩圏内である。

## 対外関係

### 地方自治体との協定
- 神奈川県との包括連携協定（2018年1月22日締結）[28]
- 横浜市との包括連携協定（2023年8月2日締結）[29]

### 他大学との協定
国内
- 横浜市内大学間単位互換校
  - 神奈川大学
  - 國學院大學
  - 鶴見大学
  - 桐蔭横浜大学
  - 東洋英和女学院大学（女子学生限定）
  - フェリス女学院大学（女子学生限定）
  - 東京都市大学（旧：武蔵工業大学）
  - 横浜国立大学
  - 横浜商科大学
  - 横浜市立大学
- 神奈川県内大学学術交流協定締結校
  - 青山学院大学
  - 麻布大学
  - 神奈川大学
  - 神奈川工科大学
  - 北里大学
  - 相模女子大学
  - 松蔭大学
  - 湘南工科大学
  - 情報セキュリティ大学院大学
  - 専修大学
  - 総合研究大学院大学
  - 鶴見大学
  - 桐蔭横浜大学
  - 東海大学
  - 東京工業大学
  - 東京工芸大学
  - 東京都市大学
  - 日本大学
  - 日本女子大学
  - フェリス女学院大学
  - 明治大学
  - 横浜市立大学
  - 横浜国立大学
  - 文教大学
  - 神奈川歯科大学

- 尚絅学院大学　関東学院大学は、尚絅学院大学（本部：宮城県名取市）との間で「大学間交流協定」を締結した。

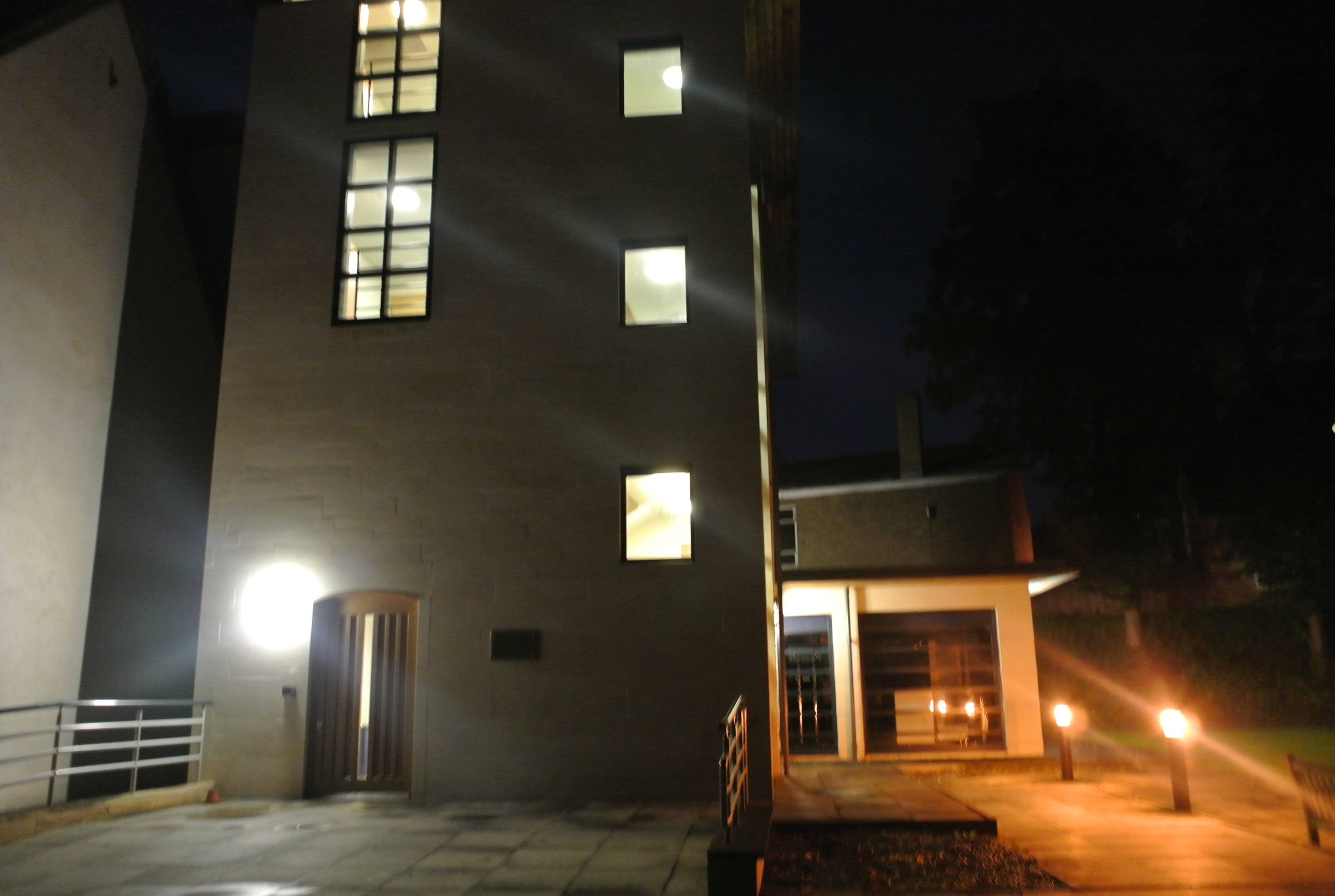
オックスフォード大学内の関東学院大学研究センター

今回の協定締結で、両大学で1年間の学生の受け入れ体制を整え、学生の派遣・受け入れを2020年度から実施する。
- 神奈川大学　包括的連携協定締結[30]

海外
- 学術交流・留学協定校
  -  オックスフォード大学

「関東学院・オックスフォード大学マンスフィールド・カレッジ学術研究教育交流協定」が締結された。
この協定を元にオックスフォード大学の構内に「関東学院大学オックスフォード研究センター」が設けられた。

### 国際協定締結校
- アメリカ合衆国
  - ミネソタ州立大学モアヘッド校[31] （英語版）
  - アーカンソー大学
  - リンフィールド大学
  - セントラル・コネチカット州立大学
- カナダ
  - サスカチュワン大学
- イギリス
  -  イングランド: オックスフォード大学
  -  スコットランド: スターリング大学
- フランス
  - ブルゴーニュ大学（仏語版）
- ドイツ
  - ハノーファ大学
- オーストラリア
  - クイーンズランド大学
  - ニューカッスル大学
- ニュージーランド
  - マッセー大学
- 中華人民共和国
  - 南京師範大学（中国語版）
  - 北京第二外国語大学
- 大韓民国
  - 高麗大学
  - 韓南大学（韓国語版）
- 中華民国（台湾）
  - 輔仁大学

### 系列校
学校法人関東学院が経営している系列校はそれぞれが独立しており、附属校という扱いではないためここでまとめる。
- 学校法人関東学院
  - 関東学院中学校高等学校
  - 関東学院六浦中学校・高等学校
  - 関東学院小学校
  - 関東学院六浦小学校
  - 関東学院のびのびのば園
  - 関東学院六浦こども園
  - 関東学院女子短期大学（2003年関東学院大学に改組のために閉校）

## 企業からの評価

### 上場企業社長数・役員数
- 上場企業社長数

関東学院大学卒の現役上場企業社長数は2024年10月時点10名である(※ 代表権のある会長職を含む・会長兼任者の場合は1名としてカウントする)。
- 夏井博史 – 新日本空調、町田豊 – 株式会社ヤマト、後藤弘治 – 日進工具 、宮地康弘 – 曙ブレーキ工業 、谷真 – すかいらーくホールディングス、山口法弘 – プロシップ　＜以上プレミアム（東証１部）＞
- 安藤文男 –アイエックス・ナレッジ、大津育敬 – ケイヒン (会長職)、小島雅裕 – 横浜丸魚 社長[32]、村田力 - 放電精密加工研究所社長＜以上スタンダード＞

- 上場企業役員数

関東学院大学卒の現役上場企業役員数は2019年7月時点41名、全国78位である。